# Хьюз, Уильям Моррис
Уильям Моррис Хьюз, или Билли Хьюз (25 сентября 1862, Лондон, Великобритания — 28 октября 1952, Линфилд, Новый Южный Уэльс, Австралия) — австралийский политик, седьмой премьер-министр страны.
Подписывал Версальский мирный договор от Австралии. Провёл в парламенте страны 51 год.

## Биография
Билли Хьюз родился в семье плотника и уборщицы, эмигрантов из Уэльса. Его отец, Уильям Хьюз, был также служителем в баптистской церкви. Мать, Джейн Моррис, умерла когда мальчику было 7 лет. Уильям Хьюз воспитывался в семье матери в Лландудно в Уэльсе, где и посещал школу. Затем он провёл пять лет в англиканской школе Святого Стефана, основанной благотворительницей Бердетт-Кутс, в Вестминстере, где был любимчиком у учителей и где, по воспоминаниям самого Хьюза, ему привили любовь к чтению.
В 1884 году Уильям Морроу Хьюз иммигрировал в Брисбейн. Он хотел стать учителем, но не смог найти работу. Он зарабатывал на жизнь, работая в самых разнообразных местах, включая повара на корабле. В 1886 году он оказался в Сиднее, а в 1891 году открыл в нём семейный бизнес по продаже книг, также занимался починкой зонтиков.
Хьюз был красноречивым уличным оратором, его привлекала радикальная политика. С 1893 года он работал на различные региональные профсоюзные организации, стал основателем и президентом одной из них, а в 1900 году он основал национальную профсоюзную организацию береговых рабочих (англ. Waterside Workers' Union). В начале своей политической карьеры Хьюз не переставал представлять интересы профсоюзных организаций. Кроме того, он изучал законы и в 1903 году стал барристером.
Первый раз Уильям Морроу Хьюз женился в 1886 году. Его женой была Элизабет Каттс, которая скончалась в 1906 году. После чего, в 1911 году, он женился на Мэри Кэмпбелл. У него семеро детей от первого брака и один ребёнок от второго.
Хьюз умер 28 октября 1952 году в Линдфилде, Новый Южный Уэльс. На его похоронах в Сиднее присутствовало около 450 тысяч человек. Похоронная процессия растянулась на 3 км.

## Политическая карьера
Хьюз изначально был джорджистом, затем вступил в Австралийскую социалистическую лигу. В 1894 году он стал членом законодательного собрания Нового Южного Уэльса от Лэнга, Сидней, представляя Solidarity Labor Party. С этого момента началась его парламентская карьера, продолжавшаяся 58 лет. В законодательном собрании он был известен острыми речами, убедительными дебатами, а также умными политическими стратегиями.
На первых федеральных выборах в 1901 году Хьюз представлял лейбористов в восточном Сиднее. Он выиграл шесть выборов подряд в этом округе. С 1908 по 1915 год он занимал различные видные посты в правительстве, включая пост министра иностранных дел, генерального прокурора и заместителя премьер-министра. В это же время он был вторым человеком в лейбористской партии. В 1915 году, после ухода Эндрю Фишера, он стал её лидером, а также премьер-министром страны.
Уильям Морроу Хьюз был активным сторонником тотальной войны, представлял Австралию на военных совещаниях в Лондоне в 1916 году, а также дал ход референдуму о воинской обязанности, который состоялся в октябре 1916 года. Последний был поддержан оппозицией, при этом ряд однопартийцев Хьюза вышли из парламента. Конфликт стал причиной отставки Хьюза с поста лидера партии и премьер-министра в ноябре 1916 года. Кроме того, Хьюз совсем вышел из партии.
Однако генерал-губернатор Австралии предложил Хьюзу сформировать правительство. Хьюз формировал правительство из своих сторонников, создав при этом Национальную лейбористскую партию. Позднее она объединилась с Либеральной партией Австралии, став Националистской партией. Будучи лидером новой партии, Хьюз выиграл выборы в 1917 году, представляя Бендиго.
В апреле 1918 года Хьюз уехал в Лондон. Вместе с бывшим премьер-министром Джозефом Куком он участвовал в различных конференциях и мирных переговорах, в частности в Версальской конференции и подписывал мирный договор со стороны Австралии. В общей сложности он отсутствовал в стране 16 месяцев и за это время потерял контроль над правительством, но оставался на своём посту. В 1922 году стало ясно, что никакая коалиция невозможна, пока Хьюз остаётся премьер-министром. 9 февраля 1923 года он написал прошение об отставке, предложив генерал-губернатора Стэнли Брюса в качестве преемника. Прошение было удовлетворено в тот же день.
После ухода с поста премьер-министра политическая карьера Хьюза не закончилась. Он оставался членом законодательного собрания до самой смерти в 1952 году. За это время он неоднократно занимал министерские посты, представлял Австралию в Лиге Наций. Кроме того, он создал ещё одну партию, а затем присоединился к объединённой австралийской партии.